# Bakugan: Battle Planet
A Bakugan: Battle Planet vagy Bakugan: Bunyóbolygó 2018 és 2023 között vetített japán animesorozat, amelyet Kazuya Ichikawa alkotott. A sorozat a Bakugan szörny bunyósok 2007-2012-es anime sorozatának a Spin-offja.
A sorozat az Egyesült Államokban 2018. december 23-án, Japánban 2019. április 1-én indult, míg Magyarországon a Cartoon Network mutatta be 2019. május 27-én.

## Szereplők
| Szereplő neve          | Japán hang        | Angol hang           | Magyar hang                                    |
| ---------------------- | ----------------- | -------------------- | ---------------------------------------------- |
| Dan Kouzo              | Takahashi Rie     | Jonah Wineberg       | Pál Dániel Máté                                |
| Drago                  | Takeuchi Shunsuke | Jason Deline         | Hegedüs Miklós                                 |
| Wynton                 | Fukushima Jun     | Deven Christian Mack | Berecz Kristóf Uwe                             |
| Trox                   | Horie Shun        | Ucal Shillingford    | Potocsny Andor (1. évad) Gacsal Ádám (2. évad) |
| Lia                    | Akasaki Chinatsu  | Margarita Valderrama | Gyarmati Laura                                 |
| Cyndeous               |                   | Amos Crawley         | Papucsek Vilmos                                |
| Magnus Black           | Kajikawa Shohei   | Julius Cho           | Baráth István                                  |
| Shun                   | Uchiyama Yumi     | Ticoon Kim           | Molnár Levente                                 |
| Hydorous               |                   |                      | Szrna Krisztián                                |
| Ajit                   |                   |                      | Gáll Dávid                                     |
| Lightning              |                   |                      | Szentirmai Zsolt                               |
| China Riot             |                   | Josette Jorge        | Pekár Adrienn                                  |
| Strata                 |                   | Dan Petronijevic     | Moser Károly                                   |
| Aay                    |                   | Amos Crawley         | Bogdán Gergő                                   |
| Veronica Venegas       |                   | Ana Sani             | Vámos Mónika                                   |
| Lármás hármas #1 (Mac) |                   | Annick Obonsawin     | Sándor Barnabás                                |
| Marco                  |                   | Francesco Antonio    | ifj. Boldog Gábor                              |
| Duran                  |                   | Tony Babcock         | ifj. Boldog Gábor                              |
| Kravitz                |                   | Josette Jorge        | Solecki Janka                                  |
| Bill Kouzo             |                   | TBA                  | Tokaji Csaba                                   |
| Miss Philomena         |                   | Janice Hawke         | Ősi Ildikó                                     |
| Pegatrix               | Nazuka Kaori      | Janice Hawke         | Dögei Éva                                      |
| komornyik              |                   | TBA                  | Orosz Gergő                                    |
| Bobby                  |                   | Rob Tinkler          | Mayer Marcell                                  |
| Benton Dusk            |                   | Will Bowes           | Seder Gábor                                    |
| Artulean               |                   | Rob Tinkler          | Varga Rókus                                    |
| Bee                    |                   | Rob Tinkler          | Pupos Tímea                                    |
| Computerhang           |                   | TBA                  | Pupos Tímea                                    |
| Wynton anyja           |                   | Barbara Mamabolo     | Pupos Tímea                                    |
| Dee                    |                   | Ana Sani             | Tamási Nikolett                                |
| E, Dusk-munkatárs      |                   | Stephany Seki        | Berkes Boglárka                                |
| Everett                |                   | Josh Grahams         | Pálmai Szabolcs                                |
| bankos                 |                   | TBA                  | Gardi Tamás                                    |
| idős ember             |                   | TBA                  | Gardi Tamás                                    |
| Wynton apja            |                   | Martin Roach         | Gardi Tamás                                    |
| Haavik                 |                   | Martin Roach         | Gardi Tamás                                    |
| Trip ezredes           |                   | Martin Roach         | Bolla Róbert                                   |
| Lupitheon              |                   | Ron Pardo            | Orosz Gergő                                    |
| Duran apja             |                   | TBA                  | Kárpáti Levente                                |
| Shun apja              |                   | TBA                  | Kárpáti Levente                                |
| Emily                  |                   | Ana Sani             | Mayer Szonja                                   |
| Wynton húga            |                   | Barbara Mamabolo     | Mayer Szonja                                   |
| Toshi                  |                   | Ron Pardo            | Törköly Levente                                |
| Shargo Ronin           |                   | Jeff Teravainen      | Varga Gábor                                    |
| arany bakugan          |                   | TBA                  | Molnár Ilona                                   |
| Kurin                  |                   | Cameron Ansell       | Hamvas Dániel                                  |
| Dusk-munkatárs         |                   | TBA                  | Berkes Bence                                   |

## Magyar változat
- Felolvasó: Korbuly Péter (1-2. évad), Varga Gábor (3-5. évad)
- Magyar szöveg: Hanák János
- Hangmérnök: Böhm Gergely
- Vágó: Wünsch Attila
- Gyártásvezető: Molnár Melinda
- Szinkronrendező: Pupos Tímea
- Produkciós vezető: Marjay Szabina
- További magyar hangok: Szabó Andor, Bordás János

A szinkront az SDI Media Hungary készítette.

## Epizódok
| Évad | Évad | Epizódok | Eredeti sugárzás   | Eredeti sugárzás     | Japán sugárzás    | Japán sugárzás    | Magyar sugárzás (Cartoon Network) | Magyar sugárzás (Cartoon Network) |
| Évad | Évad | Epizódok | Évadpremier        | Évadfinálé           | Évadpremier       | Évadfinálé        | Évadpremier                       | Évadfinálé                        |
| ---- | ---- | -------- | ------------------ | -------------------- | ----------------- | ----------------- | --------------------------------- | --------------------------------- |
|      | 1    | 50       | 2018. december 23. | 2020. január 19.     | 2019. április 1.  | 2020. március 30. | 2019. május 27.                   | 2020. október 9.                  |
|      | 2    | 52       | 2020. február 16.  | 2021. január 3.      | 2020. április 3.  | 2021. március 26. | 2020. december 7.                 | 2021. május 20.                   |
|      | 3    | 26       | 2021. január 24.   | 2021. szeptember 12. | 2021. április 2.  | 2022. március 18. | 2021. szeptember 20.              | 2021. november 20.                |
|      | 4    | 28       | 2022. február 6.   | 2022. október 23.    | 2022. április 1.  | 2023. március 17. | 2022. május 16.                   | 2022. szeptember 13.              |
|      | 5    | 13       | 2023. március 1.   | 2023. március 1.     | 2023. március 31. | 2023. június 23.  | 2023. április 24.                 | 2023. május 19                    |